# 三联疗法
三聯療法是指所有包含三種不同作用的活性成分的藥物治療。
在學術上，三聯療法通常是指針對抗高血壓和抗心絞痛的抗高壓三聯療法。但是現在人們常說的三聯療法是指針對感染人類免疫缺陷病毒（HIV）的藥物治療，連續服用藥物6個月之後，感染人類免疫缺陷病毒的患者將不再具有傳染性。最近，一種針對丙型肝炎的三聯療法也常常被提及。